# Buenavista, Calnali
Buenavista är en ort i Mexiko.   Den ligger i kommunen Calnali och delstaten Hidalgo, i den sydöstra delen av landet, 180 km norr om huvudstaden Mexico City. Buenavista ligger 1 079 meter över havet och antalet invånare är 282.
Terrängen runt Buenavista är kuperad söderut, men norrut är den bergig. Terrängen runt Buenavista sluttar österut. Runt Buenavista är det ganska glesbefolkat, med 43 invånare per kvadratkilometer. Närmaste större samhälle är Lototla, 18,5 km sydväst om Buenavista. I omgivningarna runt Buenavista växer i huvudsak städsegrön lövskog.